# Glasberg (Zwiesel)
Glasberg ist ein Ortsteil der Stadt Zwiesel im niederbayerischen Landkreis Regen.

## Lage
Der Weiler Glasberg liegt etwa einen Kilometer südlich von Zwiesel zwischen Bärnzell und Griesbach.

## Geschichte
Der Ort wurde zwischen 1870 und 1873 von Martin Stangl, dem Besitzer der Glashütte in Lichtenthal gegründet. Die entstandenen Anwesen wurden von Glasmachern bewohnt und zunächst als Glaserhäuser bezeichnet, woraus später der Ortsname Glasberg entstand. 
Glasberg gehörte zur Gemeinde Bärnzell und wurde mit dieser im Zuge der Gebietsreform in Bayern 1978 nach Zwiesel eingemeindet. Bis in die 1970er Jahre führte nur ein schmaler Feldweg nach Zwiesel, dann wurde der Ort durch eine Straße von Bärnzell her erschlossen. In den 1980er Jahren wurde in unmittelbarer Nähe ein Skilift errichtet, der vom Lohmannmühlweg her zu erreichen ist.